# Urdaburu
Urdaburu är ett berg i Spanien.   Det ligger i provinsen Gipuzkoa och regionen Baskien, i den norra delen av landet, 300 km norr om huvudstaden Madrid. Toppen på Urdaburu är 554 meter över havet, eller 231 meter över den omgivande terrängen. Bredden vid basen är 5,2 km.
Terrängen runt Urdaburu är huvudsakligen kuperad.Runt Urdaburu är det ganska glesbefolkat, med 29 invånare per kvadratkilometer. Närmaste större samhälle är San Sebastián, 10,4 km nordväst om Urdaburu. I omgivningarna runt Urdaburu växer i huvudsak blandskog.